# Чемпионат Украины по международным шашкам среди женщин
Чемпионат Украины по международным шашкам среди женщин — ежегодный турнир по шашкам. Первый чемпионат прошёл в 1975 году. До 1992 года проводился как чемпионат Украинской ССР. Проводится также в форматах быстрые шашки и блиц.

## Призёры
| Год  | Место           | 1                         | 2                            | 3                  | Количество участников       | Форма проведения              |
| ---- | --------------- | ------------------------- | ---------------------------- | ------------------ | --------------------------- | ----------------------------- |
| 1975 | Винница         | Ольга Беляева             | Людмила Макушева             | Зинаида Лановая    |                             |                               |
| 1976 | Львов           | Алла Наумова              | Алла Аграновская             | Татьяна Мищанская  |                             |                               |
| 1977 | Тернополь       | Алла Аграновская          | Татьяна Мищанская            | Мария Журахинская  |                             |                               |
| 1978 | Львов           | Алла Аграновская          | Татьяна Мищанская            | Эмма Горянина      |                             |                               |
| 1979 | Киев            | Татьяна Мищанская         | Алла Аграновская             | Людмила Макушева   |                             |                               |
| 1980 | Одесса          | Ольга Левина              |                              | Наталия Яровая     |                             |                               |
| 1981 | Тернополь       | Татьяна Мищанская         |                              | Ольга Левина       |                             |                               |
| 1982 |                 |                           |                              |                    |                             |                               |
| 1983 | Харьков         | Алла Аграновская          | Ольга Беляева                | Эльвира Саенко     |                             |                               |
| 1984 | Черновцы        | Алла Хоруженко            |                              |                    |                             |                               |
| 1985 | Ворошиловград   | Ольга Пресайзен           | Алла Хоруженко               | Нина Янковская     |                             |                               |
| 1986 | Сумы            | Ольга Пресайзен           | Алла Хоруженко               | Татьяна Блудова    |                             |                               |
| 1987 |                 | Ольга Левина              | Ольга Рейниш (Пресайзен)     | Нина Янковская     |                             |                               |
| 1988 | Симферополь     | Ольга Левина              | Нина Янковская               | Ирина Бобылёва     |                             |                               |
| 1989 | Симферополь     | Нина Янковская            | Ольга Хазанович              | Татьяна Шполянская |                             |                               |
| 1990 | Симферополь     | Ольга Хазанович           | Ольга Рейниш                 | Татьяна Шполянская |                             |                               |
| 1991 | Харьков         | Ольга Рейниш              | Нина Янковская               | Ирина Чебукина     |                             |                               |
| 1992 | Винница         | Татьяна Шполянская        | Татьяна Чуб                  | Ольга Хазанович    |                             |                               |
| 1993 | Винница         | Ольга Левина              | Нина Янковская               | Татьяна Чуб        |                             |                               |
| 1994 | Харьков         | Ольга Левина              | Нина Янковская               |                    |                             |                               |
| 1995 | Запорожье       | Ольга Балтажи (Хазанович) | Юлия Макаренкова (Вайнштейн) | Ирина Ходас        |                             |                               |
| 1996 | Киев            | Ольга Балтажи             | Ирина Ходас                  | Людмила Сивук      |                             |                               |
| 1997 | Ивано-Франковск | Ольга Рейниш              | Юлия Макаренкова             | Ольга Балтажи      |                             |                               |
| 1998 | Киев            | Ольга Балтажи             | Юлия Макаренкова             | Дарья Ткаченко     |                             |                               |
| 1999 | Чернигов        | Юлия Макаренкова          | Ольга Балтажи                | Дарья Ткаченко     |                             |                               |
| 2000 | Чернигов        | Людмила Литвиненко        | Ольга Балтажи                | Елена Смирнова     |                             |                               |
| 2001 | Полтава         | Дарья Ткаченко            | Людмила Свирь                | Людмила Литвиненко |                             |                               |
| 2002 | Чернигов        | Людмила Литвиненко        | Ольга Балтажи                | Юлия Макаренкова   | 10 участниц                 | круговой турнир               |
| 2003 | Одесса          | Дарья Ткаченко            | Ольга Балтажи                | Людмила Литвиненко | 16 участниц                 | швейцарская система 7 раундов |
| 2004 | Одесса          | Людмила Литвиненко        | Ольга Балтажи                | Людмила Свирь      | 20 в полуфинале, 8 в финале | турнир с полуфиналом          |
| 2005 | Днепродзержинск | Людмила Литвиненко        | Ольга Балтажи                | Дарья Ткаченко     | 8 участниц                  | турнир по круговой системе    |
| 2006 | Днепродзержинск | Виктория Мотричко         | Ольга Рейниш                 | Алина Галяга       | 7 участниц                  | турнир по круговой системе    |
| 2007 | Запорожье       | Дарья Ткаченко            | Ольга Балтажи                | Людмила Литвиненко | 9 участниц                  | турнир по круговой системе    |
| 2008 | Запорожье       | Ольга Балтажи             | Юлия Макаренкова             | Ольга Рейниш       | 9 участниц                  | турнир по круговой системе    |
| 2009 | Харьков         | Юлия Макаренкова          | Ольга Балтажи                | Людмила Литвиненко | 8 участниц                  | турнир по круговой системе    |
| 2010 | Полтава         | Ольга Балтажи             | Виктория Мотричко            | Юлия Макаренкова   | 10 участниц                 | турнир по круговой системе    |
| 2011 | Ивано-Франковск | Ольга Балтажи             | Юлия Макаренкова             | Виктория Мотричко  | 10 участниц                 | турнир по круговой системе    |
| 2012 | Белая Церковь   | Виктория Белая            | Ольга Рейниш                 | Виктория Мотричко  | 9 участниц                  | турнир по круговой системе    |
| 2013 | Запорожье       | Виктория Мотричко         | Юлия Макаренкова             | Людмила Литвиненко | 10 участниц                 | турнир по круговой системе    |
| 2014 | Белая Церковь   | Виктория Мотричко         | Алёна Буянская               | Людмила Литвиненко | 10 участниц                 | турнир по круговой системе    |
| 2015 | Белая Церковь   | Виктория Мотричко         | Ирина Чебукина               | Людмила Литвиненко | 10 участниц                 | турнир по круговой системе    |
| 2016 | Полтава         | Виктория Мотричко         | Людмила Литвиненко           | Лидия Олексеенко   | 10 участниц                 | турнир по круговой системе    |
| 2017 | Херсон          | Ольга Балтажи             | Виктория Мотричко            | Ольга Рейниш       | 10 участниц                 | турнир по круговой системе    |
| 2018 | Херсон          | Виктория Мотричко         | Ольга Балтажи                | Ирина Чебукина     | 10 участниц                 | турнир по круговой системе    |
| 2019 | Херсон          | Дарина Лобанова           | Виктория Мотричко            | Юлия Макаренкова   | 9 участниц                  | турнир по круговой системе    |
| 2021 | Днепр           | Дарья Ткаченко            | Ольга Балтажи                | Юлия Макаренкова   | 8 участниц                  | турнир по круговой системе    |
| 2023 | Ивано-Франковск | Ольга Балтажи             | Юлия Макаренкова             | Анастасия Глушко   | 8 участниц                  | турнир по круговой системе    |
| 2024 | Каменское       | Елена Короткая            | Анастасия Глушко             | Юлия Макаренкова   | 10 участниц                 | турнир по круговой системе    |

### Быстрые шашки
| Год  | Место           | 1                  | 2                  | 3                  | Количество участников | Форма проведения                                    |
| ---- | --------------- | ------------------ | ------------------ | ------------------ | --------------------- | --------------------------------------------------- |
| 2002 | Чернигов        | Дарья Ткаченко     | Ольга Балтажи      | Юлия Макаренкова   |                       |                                                     |
| 2003 |                 |                    |                    |                    |                       |                                                     |
| 2004 |                 |                    |                    |                    |                       |                                                     |
| 2005 |                 |                    |                    |                    |                       |                                                     |
| 2006 |                 |                    |                    |                    |                       |                                                     |
| 2007 |                 |                    |                    |                    |                       |                                                     |
| 2008 |                 |                    |                    |                    |                       |                                                     |
| 2009 | Харьков         | Ольга Балтажи      | Людмила Литвиненко | Юлия Макаренкова   | 18 участниц           | швейцарская система 8 раундов                       |
| 2010 | Полтава         | Дарья Ткаченко     | Ольга Балтажи      | Виктория Белая     | 15 участниц           | швейцарская система 8 раундов + турнир за 1-3 место |
| 2011 | Ивано-Франковск | Ирина Чебукина     | Людмила Литвиненко | Виктория Белая     | 6 участниц            | турнир по круговой системе                          |
| 2012 | Белая Церковь   | Ольга Балтажи      | Ирина Чебукина     | Людмила Литвиненко | 7 участниц            | турнир по круговой системе                          |
| 2013 | Запорожье       | Людмила Литвиненко | Ольга Балтажи      | Валерия Кришталь   | 12 участниц           | швейцарская система 8 раундов                       |
| 2014 | Белая Церковь   | Виктория Мотричко  | Ольга Балтажи      | Анастасия Глушко   | 10 участниц           | турнир по круговой системе                          |
| 2015 | Белая Церковь   | Виктория Мотричко  | Ольга Балтажи      | Анна Дмитренко     | 15 участниц           | швейцарская система 8 раундов                       |
| 2016 | Полтава         | Виктория Мотричко  | Ольга Балтажи      | Татьяна Зайцева    | 14 участниц           | швейцарская система 7 раундов                       |
| 2017 | Херсон          | Виктория Мотричко  | Людмила Литвиненко | Ольга Балтажи      | 16 участниц           | швейцарская система 8 раундов                       |
| 2018 | Херсон          | Виктория Мотричко  | Ольга Балтажи      | Ольга Рейниш       | 19 участниц           | швейцарская система 9 раундов                       |
| 2019 | Херсон          | Виктория Мотричко  | Ольга Балтажи      | Юлия Макаренкова   | 22 участницы          | швейцарская система 9 раундов                       |
| 2021 | Днепр           | Людмила Литвиненко | Дарина Лобанова    | Дарья Ткаченко     | 17 участниц           | швейцарская система 8 раундов                       |
| 2023 | Ивано-Франковск | Людмила Литвиненко | Анастасия Глушко   | Вера Попруга       | 7 участниц            | турнир по круговой системе                          |
| 2024 | Каменское       | Анастасия Глушко   | Елена Короткая     | Ольга Губарева     | 19 участниц           | швейцарская система 8 раундов                       |

### Блиц
| Год  | Место           | 1                  | 2                  | 3                  | Количество участников | Форма проведения                                    |
| ---- | --------------- | ------------------ | ------------------ | ------------------ | --------------------- | --------------------------------------------------- |
| 2002 | Чернигов        | Дарья Ткаченко     | Ольга Рейниш       | Ольга Балтажи      |                       |                                                     |
| 2003 |                 |                    |                    |                    |                       |                                                     |
| 2004 | Одесса          | Ольга Балтажи      | Людмила Литвиненко | Елена Короткая     | 16                    | турнир с полуфиналом +матч за первое место          |
| 2005 |                 |                    |                    |                    |                       |                                                     |
| 2006 |                 |                    |                    |                    |                       |                                                     |
| 2007 |                 |                    |                    |                    |                       |                                                     |
| 2008 |                 |                    |                    |                    |                       |                                                     |
| 2009 | Харьков         | Ольга Балтажи      | Юлия Макаренкова   | Людмила Литвиненко | 17 участниц           | швейцарская система 8 раундов                       |
| 2010 | Полтава         | Людмила Литвиненко | Дарья Ткаченко     | Виктория Белая     | 17 участниц           | швейцарская система 8 раундов + турнир за 1-3 место |
| 2011 | Ивано-Франковск | Людмила Литвиненко | Ольга Балтажи      | Ирина Чебукина     | 7 участниц            | турнир по круговой системе                          |
| 2012 | Белая Церковь   | Ольга Балтажи      | Людмила Литвиненко | Ирина Чебукина     | 7 участниц            | турнир по круговой системе                          |
| 2013 | Запорожье       | Виктория Белая     | Ольга Балтажи      | Людмила Литвиненко | 14 участниц           | швейцарская система 8 раундов                       |
| 2014 | Белая Церковь   | Ольга Балтажи      | Виктория Мотричко  | Людмила Литвиненко | 10 участниц           | турнир по круговой системе                          |
| 2015 | Белая Церковь   | Ольга Балтажи      | Виктория Мотричко  | Виктория Белая     | 17 участниц           | швейцарская система 8 раундов                       |
| 2016 | Полтава         | Виктория Мотричко  | Людмила Литвиненко | Ольга Балтажи      | 13 участниц           | швейцарская система 7 раундов                       |
| 2017 | Херсон          | Виктория Мотричко  | Юлия Макаренкова   | Анна Дмитренко     | 17 участниц           | швейцарская система 9 раундов                       |
| 2018 | Херсон          | Анна Дмитренко     | Людмила Литвиненко | Ольга Балтажи      | 21 участница          | швейцарская система 9 раундов                       |
| 2019 | Херсон          | Виктория Мотричко  | Ольга Балтажи      | Дарина Лобанова    | 23 участницы          | швейцарская система 9 раундов                       |
| 2021 | Днепр           | Дарья Ткаченко     | Людмила Литвиненко | Ольга Балтажи      | 17 участниц           | швейцарская система 8 раундов                       |
| 2023 | Ивано-Франковск | Ольга Балтажи      | Анастасия Глушко   | Елена Короткая     | 5 участниц            | турнир по двухкруговой системе                      |
| 2024 | Каменское       | Анастасия Глушко   | Юлия Макаренкова   | Елена Короткая     | 19 участниц           | швейцарская система 8 раундов                       |